# Brunnthal (Garching an der Alz)
Brunnthal ist ein Gemeindeteil der Gemeinde Garching an der Alz im oberbayerischen Landkreis Altötting.

## Lage
Das Dorf Brunnthal liegt etwa zwei Kilometer südlich von Garching im Alztal. Teile des Orts gehören zur Gemeinde Feichten an der Alz.

## Sehenswürdigkeiten
- Ein ehemaliges Kleinbauernhaus mit Blockbau-Obergeschoss und Traufschrot vom Ende 18. Jahrhundert ist in der Liste der Baudenkmäler in Garching an der Alz aufgeführt.

### Geotope
- Nagelfluh-Aufschluss am Bahneinschnitt Brunnthal; leider verwachsen, geowissenschaftliche Bedeutung „wertvoll“[1]

## Persönlichkeiten
- Maria Andergast (1912–1995), österreichische Schauspielerin